# WPA Rustic
A arquitetura rústica da WPA (em inglês:  WPA Rustic) é um estilo arquitetônico da era da Works Progress Administration, criada no New Deal. A WPA forneceu financiamento para arquitetos criarem uma variedade de construções, incluindo anfiteatros e alojamentos. A arquitetura da WPA é semelhante ao estilo rústico do Serviço de Parques Nacionais.
O rústico da WPA, ao contrário do rústico do Serviço de Parques Nacionais, utilizado na maioria dos parques nacionais, envolve mais demarcação entre o edifício e a paisagem.
O termo foi usado pelo Registro Nacional de Lugares Históricos do Serviço de Parques Nacionais para descrever muitos edifícios e estruturas, incluindo salões de reunião da Legião Americana e outros edifícios construídos pela WPA na década de 1930.

## Exemplos
Exemplos incluem os seguintes:

### Arkansas
- Cabana da Legião Americana - Des Arc
- Posto da Legião Americana n.º 121
- Posto da Legião Americana Riggs-Hamilton n.º 20

### Dakota do Norte
- Grand Forks County Fairgrounds WPA Structures, Grand Forks, Dakota do Norte

### Oklahoma
- Cabana da Legião Americana (Edmond, Oklahoma)
- Cabana da Legião Americana (Tahlequah, Oklahoma)